# Alwus
Alwus (biał. Альвус; ros. Альвус) – wieś na Białorusi, w obwodzie brzeskim, w rejonie kamienieckim, w sielsowiecie Wierzchowice.